# Regine Albrecht
Regine Albrecht (* 3. August 1948; † 15. März 2013 in Berlin) war eine deutsche Schauspielerin, Synchronsprecherin und Theaterleiterin.

## Leben
Die Gastdozentin für Schauspiel an der Hochschule für Film und Fernsehen Potsdam war in den 1960er, 1970er und 1980er Jahren in einigen Film- und Fernsehproduktionen des Fernsehens der DDR bzw. der DEFA zu sehen, spielte aber vornehmlich am Theater.
1997 zog sie nach Potsdam, wo sie am Hans Otto Theater 1982 und 1983 bei zwei Stücken auch Regie geführt hatte. Dem Ensemble des Theaters gehörte sie insgesamt etwa 14 Spielzeiten an.
Neben ihrer Theatertätigkeit war sie vor allem für ihre Arbeit als Synchronsprecherin bekannt. So lieh sie zahlreichen Schauspielerinnen in über 300 Rollen ihre Stimme und wurde für die Synchronisation von Brenda Blethyn in Grasgeflüster 2001 mit dem deutschen Preis für Synchron (Silhouette) gewürdigt.
Bekannt wurde sie unter anderem für ihre Interpretation der Emily Gilmore (Original: Kelly Bishop) in der Serie Gilmore Girls. In der Serie Boston Legal lieh sie Candice Bergen in der Rolle der Shirley Schmidt ihre Stimme. Sie war außerdem mehrfach auf Jane Lynch und Natalija Nogulich zu hören sowie für Frances Conroy als Ruth Fisher in der Serie Six Feet Under.
Zudem verlieh sie mehrfach ihre Stimme in Kinofilmen (u. a.: Broken Flowers) Gemma Jones l (u. a.: Bridget Jones – Schokolade zum Frühstück), ebenso Maureen Lipman (Der Pianist), Roberta Maxwell (Brokeback Mountain), Margo Martindale (Der menschliche Makel) und Penelope Wilton (Iris).
2007 erkrankte sie an Krebs, dem sie im März 2013 im Alter von 64 Jahren erlag.

## Filmografie (Auswahl)
- 1963: Träume sind Schäume?[4]
- 1965: Karla
- 1966: Flucht ins Schweigen
- 1967: Die gefrorenen Blitze
- 1968: Heißer Sommer
- 1973: Die sieben Affären der Doña Juanita (vierteiliger Fernsehfilm)
- 1974: … verdammt, ich bin erwachsen
- 1976: Nelken in Aspik
- 1978: Bluthochzeit (Studioaufzeichnung)
- 1980: Levins Mühle
- 1983: Moritz in der Litfaßsäule
- 1984: Kaskade rückwärts
- 1985: Sachsens Glanz und Preußens Gloria
- 1993: Shiva und die Galgenblume. Der letzte Film des dritten Reiches (unvollendeter Film von 1945)

## Theater
- 1974: Ferenc Molnár: Liliom (Julie) – Regie: Günter Rüger (Hans Otto Theater Potsdam – Schloßtheater des Neuen Palais)
- 1974: Alfred Matusche: An beiden Ufern – Regie: Rolf Winkelgrund (Hans Otto Theater Potsdam)
- 1975: Tadeusz Różewicz: Die Zeugen oder Unsere kleine Stabilisierung – Regie: Rolf Winkelgrund (Hans Otto Theater Potsdam)
- 1981: Armin Stolper: Die Vogelscheuche oder Die Heimkehr des verlorenen Sohnes (Marie) – Regie: Reinhard Hellmann/Max K. Hoffmann (Hans Otto Theater Potsdam)
- 1983: Viktor Rosow: Das Nest des Auerhahns (Funktionärstochter) – Regie: Günter Rüger (Hans Otto Theater Potsdam)

## Synchronrollen (Auswahl)

### Filme
- 1997: Hate – Haß – Rosemary Dunsmore als Judy
- 1998: Ein Zwilling kommt selten allein – Joanna Barnes als Vicki Blake
- 1999: Geraubtes Glück – Marcia Bennett als Bankmanagerin
- 1999: The Basket – Ellen Travolta als Agnes Barnes
- 2000: Mariken – Willeke van Ammelrooy als Griet
- 2000: Erin Brockovich – Mimi Kennedy als Laura Ambrosino
- 2000: Die Abenteuer von Santa Claus (The Life & Adventures of Santa Claus als Shiegra)
- 2001: Bridget Jones – Schokolade zum Frühstück – Gemma Jones als Pam Jones
- 2001: Victoria & Albert – Penelope Wilton als Königin Mutter
- 2001: Moulin Rouge – Kerry Walker als Marie
- 2003: Mona Lisas Lächeln – Donna Mitchell als Mrs. Warren
- 2004: Alice Paul – Der Weg ins Licht – Margo Martindale als Harriot Blatch
- 2004: Shaun of the Dead – Penelope Wilton als Barbara
- 2004: Vera Drake – Imelda Staunton als Vera Drake
- 2004: 30 über Nacht – Kathy Baker als Beverly Rink
- 2005: In den Schuhen meiner Schwester – Marcia Jean Kurtz als Mrs. Stein
- 2005: Brokeback Mountain – Roberta Maxwell als Jacks Mutter

### Serien
- 2000: Transformers: Beast Machines – Patricia Drake als Strika
- 2004–2006: Winx Club – Susan Blakeslee als Miss Griselda (1. Stimme)
- 2004–2007: Gilmore Girls – Kelly Bishop als Emily Gilmore (1. Stimme)
- 2004–2007: Six Feet Under – Gestorben wird immer – Frances Conroy als Ruth Fisher
- 2006–2007: Boston Legal – Candice Bergen als Shirley Schmidt (1. Stimme)

## Hörspiele
- 1970: Hans Christian Andersen: Das häßliche Entlein (Krähe) – Regie: Dieter Scharfenberg (Kinderhörspiel – Litera)

## Auszeichnungen
Deutscher Preis für Synchron 2000/2001 für herausragende weibliche Synchronarbeit als Stimme von Brenda Blethyn in Grasgeflüster